# هيروشي هارا
هيروشي هارا (باليابانية: 原寛 ) (و. 1911 – 1986 م) هو عالم نبات، وأستاذ جامعي ياباني، ولد في طوكيو، توفي عن عمر يناهز 75 عاماً.
.

## التعليم
تعلم في جامعة طوكيو.